# 萊氏軟梳䲁
萊氏軟梳䲁（學名：Malacoctenus lianae），為輻鰭魚綱䲁形目脂䲁科軟梳䲁屬的一個種，被IUCN列為瀕危保育類動物，分布於西南大西洋巴西海域，深度0至10公尺，本魚頭部細長，吻尖，雄魚胸部通常滿佈鱗片，雌魚經常裸露，身體有5-6個馬鞍狀橫帶，不延伸到背鰭，兩個大而明顯的略呈方形的亮白色斑點，通常侷限於上唇，背鰭硬棘20枚、背鰭軟條11-12枚、臀鰭硬棘2枚、臀鰭軟條19-21枚，體長可達4.5公分，棲息在水淺的礁石區，生活習性不明。